# Канавка (Саратовская область)
Канавка — село в Александрово-Гайском районе Саратовской области, в составе сельского поселения Александрово-Гайское муниципальное образование. В селе имеется средняя школа, отделение связи.

## Физико-географическая характеристика
Село расположено в пределах Прикаспийской низменности, относящейся к Восточно-Европейской равнине, на левом берегу реки Большой Узень, на высоте около 24 метров над уровнем моря. Почвы - солонцы луговатые (полугидроморфные). Ландшафт местности суббореальный континентальный, полупустынный, озёрно-аллювиальный. Для данного типа ландшафта характерны плоские и волнистые равнины, с небольшими озёрами, западинами и ложбинами, с тростниковыми и камышовыми зарослями, галофитными полынно-злаковыми лугами, полынно-типчаково-ковыльными и полынно-солянковыми опустыненными степями.
По автомобильным дорогам расстояние до районного центра села Александров Гай — 29 км, до областного центра города Саратов — 250 км.
Климат
Климат умеренный континентальный (согласно классификации климатов Кёппена — Dfa). Многолетняя норма осадков — 322 мм. Наибольшее количество осадков выпадает в июле — 34 мм, наименьшее в марте — 19 мм. Среднегодовая температура положительная и составляет + 6,3 °С, среднесуточная температура самого холодного месяца февраля −11,5 °С, самого жаркого месяца июля +23,2 °С.

## История
Основано не позднее 1942 года. В 1947 году в селе открыта семилетняя школа (с 1961 года - восьмилетняя школа). В 1974 году преобразована в среднюю школу.
После муниципальной реформы село Канавка являлось центром сельского поселения Искровское муниципальное образование. Законом Саратовской области от 24 февраля 2016 года № 21-ЗСО, Искровское муниципальное образование было упразднено, включено в состав Александрово-Гайского муниципального образования.

## Население
| 2002 |
| ---- |
| 580  |

| 2002 | 2010 | 2018 |
| ---- | ---- | ---- |
| 583  | ↘561 | ↘469 |

Национальный состав
Согласно результатам переписи 2002 года большинство населения составляли казахи (80 %).